# Galgaguta, Nógrád
Galgaguta (în slovacă Guta) este un sat în districtul Balassagyarmat, județul Nógrád, Ungaria, având o populație de 657 de locuitori (2011).

## Demografie
Componența etnică a satului Galgaguta
     Maghiari (83,94%)
     Slovaci (14,02%)
     Romi (2,05%)
Componența confesională a satului Galgaguta
     Luterani (39,42%)
     Fără religie (3,04%)
     Reformați (1,07%)
     Necunoscută (56,47%)
     Alte religii (6,24%)
Conform recensământului din 2011, satul Galgaguta avea 657 de locuitori. Din punct de vedere etnic, majoritatea locuitorilor (83,94%) erau maghiari, existând și minorități de slovaci (14,02%) și romi (2,05%). Nu există o religie majoritară, locuitorii fiind luterani (39,42%), persoane fără religie (3,04%) și reformați (1,07%). Pentru 56,47% din locuitori nu este cunoscută apartenența confesională.